# Flugplatz Oyonnax Arbent

i7
i11
i13
Der Flugplatz Oyonnax Arbent (ICAO-Code: LFLK) ist ein Flugplatz in der Gemeinde Arbent in Frankreich. Er wird durch die Gemeinde Oyonnax betrieben.

## Lage
Der Flugplatz liegt etwa 2 km nördlich von Oyonnax. Naturräumlich liegt er in einem breiten Talbecken östlich des Ain-Tals im Jura.

## Flugbetrieb
Der Flugplatz Oyonnax Arbent verfügt über eine 870 m lange und 30 m breite Start- und Landebahn aus Asphalt. Am Flugplatz ist eine Tankstelle für AvGas 100 LL und MoGas vorhanden. Es findet Flugbetrieb mit Segelflugzeugen, Motorseglern, Ultraleichtflugzeugen, Motorflugzeugen und Hubschraubern statt. Am Flugplatz ist der Aéroclub Jean Coutty beheimatet, der eine Flugschule betreibt. Der Aéroclub Jean Coutty wurde im Jahr 1933 gegründet.